# Пламен Липенски
Пламен Липенски е бивш български футболист, офанзивен полузащитник.
Играл е за Берое (1977-1981, 1982-1986), Академик (София) (1981-1982), Академик (Свищов) (1986-1987). Има 222 мача и 14 гола в А група (170 мача с 12 гола за Берое, 27 мача с 2 гола за Академик Сф и 25 мача за Академик Св). С отбора на Берое е шампион на България през 1986 и двукратен носител на Балканската клубна купа през 1983 и 1984 г. Изиграл е 3 мача за А националния отбор. В евротурнирите има 6 мача и 2 гола (4 мача с 1 гол за Берое в КНК и 2 мача с 1 гол за Академик (Сф) в турнира за купата на УЕФА). След прекратяване на състезателната си дейност е треньор в ДЮШ на Берое (1992-1993), старши треньор на португалските Олянензе (1993-1997), Беленензес (1997-1998), Имортал (1998-2001) и Портимонензе (2001-2003). Треньор на „Берое“.